# Dead Man
Dead Man ist ein als Schwarzweißfilm gedrehter Western mit Johnny Depp, Robert Mitchum und Gary Farmer von Jim Jarmusch aus dem Jahr 1995.

## Handlung
Der Film beschreibt die letzten Tage des jungen William Blake, der 1876 mit dem Zug von Cleveland in den Westen reist, um eine Stelle als Buchhalter anzutreten. Der Zielort heißt Machine, die Endstation der Bahnstrecke. Am Ende der Straße des völlig heruntergekommenen Ortes liegt die riesige Fabrik, bei der Blake seine Stelle antreten will. Man jagt ihn jedoch davon, da der Posten inzwischen vergeben ist. Er trifft auf die ehemalige Prostituierte Thel und übernachtet bei ihr. Als dann plötzlich ihr Ex-Verlobter auf der Türschwelle erscheint und sie ihm zu verstehen gibt, dass sie ihn niemals geliebt habe, zieht dieser seine Pistole und feuert einen Schuss auf Blake ab. Der Schuss trifft jedoch die sich dazwischenwerfende Thel, dringt durch ihr Herz hindurch in Blake ein und verwundet ihn. Blake erschießt nach zwei unbeholfenen Versuchen den Mann und flieht auf dessen Pferd. Der Mann, den Blake erschossen hat, ist der jüngste Sohn des Fabrikbesitzers, der nun drei Kopfgeldjäger anheuert und ein Kopfgeld auslobt.
Ein indianischer Einzelgänger namens Nobody findet den bewusstlos zusammengebrochenen Blake und behandelt ihn. Er kann jedoch die Kugel, die in Blakes Brust steckt, nicht entfernen. Später erzählt Nobody Blake seine Lebensgeschichte: Weiße hätten ihn im Kindesalter als Jahrmarktsattraktion nach Europa verschleppt. Nobody hat einen weiteren Namen, Exhibitchee, was in der Übersetzung aus dem Indianischen der, der laut redet und nichts sagt bedeute.
Blake wird von Nobody für eine Reinkarnation des englischen Malers und Dichters William Blake gehalten, dessen Werke Nobody in England kennengelernt hat und den er verehrt. Die Verfolger werden immer zahlreicher und die ausgesetzte Belohnung steigt. Nobody und er behaupten sich auf ihrer Flucht erfolgreich gegen die verfolgenden Kopfgeldjäger und Wegelagerer. Dabei wird aus dem biederen, naiven Buchhalter ein mehrfacher und im Lauf der Zeit auch kaltblütiger Todesschütze. Kurz bevor die beiden sich von den Verfolgern absetzen und eine große Indianersiedlung erreichen, verletzt erneut eine Gewehrkugel Blake an der Schulter. Blake wird immer schwächer und beginnt zu halluzinieren. Von Nobody wird Blake in ein Kanu gebettet und aufs offene Meer hinausgeschoben. Er dämmert vor sich hin und ist kaum mehr bei Bewusstsein, als ein hartnäckiger Verfolger den Strand erreicht. Blake kann nur noch zusehen, wie der Verfolger und Nobody einander erschießen.

## Interpretationen
Der Name Nobody könnte auf William Blakes Gedicht To Nobodaddy anspielen, das im Film ausschnittsweise rezitiert wird. Sein angeblich eigentlicher Name – Exhibitchee – klingt ähnlich wie eine Kombination der englischen Worte exhibition und bitch, das herablassend ein Ausstellungsstück oder auch eine Jahrmarktsattraktion bezeichnen kann.
Die filmischen Bilder zeigen eine große Nähe zur Gedankenwelt Franz Kafkas. Der Protagonist ist hier wie dort ein Getriebener. Ihm widerfährt ein Missgeschick, d. h., er lauscht auf sein Innenleben und versäumt dabei, sich wirksam gegen seine Verfolger und Widersacher durchzusetzen und einen erfolgsträchtigen Lebensweg zu finden. Er bleibt immer im Suchen und Träumen stecken, wie viele von Kafkas Figuren (Josef K., Der Kübelreiter, Der Schlag ans Hoftor ...). Besonders die Erzählung Der Jäger Gracchus, in der der Jäger, ohne Vampir oder dergleichen zu sein, auf unabsehbare Zeit in einem Kahn auf den Wassern dahintreibt wie der Fliegende Holländer, findet starke Entsprechung in den Endsequenzen des Films.
In Erzählhaltung und Stimmungslage ähnelt der Film den Arbeiten von Aki Kaurismäki; namentlich dem Film Der Mann ohne Vergangenheit (2002), aber auch Schatten im Paradies (Varjoja paratiisissa, 1986) und Wolken ziehen vorüber (Kauas pilvet karkaavat, 1996). Gemeinsam ist ihnen z. B., dass nur scheinbar Einzelschicksale erzählt werden, tatsächlich aber ein ganzes Tableau oder Sittenbild, wie man das früher nannte, der Epoche aufleuchtet, was gewollt ist. Dabei wird das Ganze kunstvoll in ein mythologisierendes Licht getaucht, in dem zwischen wirklich und unwirklich nur noch vage zu unterscheiden ist.
Inwiefern man Dead Man hinsichtlich seiner Bedeutung für das Western-Genre untersuchen und interpretieren sollte, ist umstritten. Zur Frage, ob man den Film dem Subgenre des Anti-Western zuordnen soll, gibt es unterschiedliche Auffassungen. Jim Jarmusch reizte das Western-Format nach eigener Aussage eher als geeignetes Grundgerüst für seinen Erzählstil: „Der Western als Genre ist ein dankbarer Boden für Metaphern und hat tiefe Wurzeln in klassischen Erzählformen. […] Ich muss zugeben, dass Dead Man kein herkömmlicher Western ist – das Genre wurde wirklich nur als ein Ausgangspunkt verwendet.“
Interessant ist der Film auch unter der Berücksichtigung einer Kritik an der Industrialisierung und der damit einhergehenden Auslöschung alter Lebensformen (Indianer, Bisons). Der Zug (als Sinnbild der neuen Welt) ist wichtiges Thema der Anfangssequenz. Die Stadt, in die William Blake reist, heißt Machine und die Kulisse wirkt wie eine Mischung aus Hochöfen und alter Westernstadt, Stahlarbeitern und Gesetzlosen, was wiederum den erwähnten Konflikt zwischen Alt und Neu widerspiegelt. Die Guten, die Romantiker (Blake) und Naturverbundenen (Nobody), haben keine Chance gegen die Gewalt, mit der die neue Welt über die alte hereinbricht. Weitere Hinweise auf diesen Interpretationsansatz sind die Menschen, die aus dem Zug heraus zum Spaß Büffel erschießen (die Technik und Industrie zerstört die Natur) und damit zusammenhängend die Stellen, in denen Berge von Tierskeletten gezeigt werden.
Auf einen anderen Interpretationsansatz deutet die Zusammenfassung der Handlung bei Imdb.com hin, wonach der Indianer Nobody William Blake auf seine Reise in eine spirituelle Welt vorbereitet. Der von der Ostküste stammende Buchhalter Blake lässt die Zivilisation hinter sich und tritt einen Weg in den Westen an, der ihn seine Unschuld und sein Leben kostet, dafür aber eine reiche innere Erfahrung schenkt. Dabei wird auf vielfältige Weise auf Bräuche der Indianer des pazifischen Nordwestens und auf mythologische Motive der Dichtung William Blakes und Dantes angespielt. Insbesondere aus Blakes The Marriage of Heaven and Hell wird immer wieder zitiert. Zudem entsprechen die einzelnen Abschnitte des Films unterschiedlichen Phasen der spirituellen Reise. Letztlich geht es Nobody darum, die Seele des William Blake durch das Fegefeuer des Wilden Westens zu bringen. An der Pazifikküste kann er ihn schließlich für die Fahrt über das Wasser einschiffen – ein Symbol für die Erlösung (oder Reinkarnation) der Seele.

## Auszeichnungen
Der Film erhielt 1996 den Europäischen Filmpreis als bester nichteuropäischer Film. Er nahm außerdem 1995 am Wettbewerb der Internationalen Filmfestspiele von Cannes teil.

## Filmkritiken
- Lexikon des internationalen Films: „Ein stilistisch und dramaturgisch mehrfach gebrochener Film, der Elemente des Westerns zu einer Art metaphysischer Reise benutzt. In schönen Schwarzweiß-Bildern und mit einem ungewöhnlichen Soundtrack schafft der Film eine dichte Atmosphäre, setzt sie aber durch eine distanzierende Inszenierung mit ‚naiver‘ Komik wiederholt außer Kraft.“[4]
- „Jarmusch bleibt also trotz des ungewohnten Genres seinem wunderbar lakonischen Stil und der Idee der interkulturellen Konfrontation treu. Wie in allen seinen Filmen treffen auch in Dead Man Leute mit unterschiedlichen kulturellen Lebenserfahrungen aufeinander, woraus sich immer wieder eine äußerst menschliche Komik entwickelt.“ (Max Herrmann im Filmmagazin Artechock)[5]
- Stefan Strucken schreibt in Filmrezension.de, er beurteile Dead Man als „stimmigen, perfekten und ungewöhnlichen“ Western. Unnötige Brutalität, überflüssige Slapstickeinlagen und zum Teil überflüssige Dialoge trübten allerdings das Gesamtbild.[6]
- Roger Ebert war enttäuscht von dem Film, er konnte keinen Sinn in ihm entdecken, schreibt er in seiner Rezension in der Chicago Sun-Times. Dead Man sei langsam, fremdartig und keinesfalls lohnend.[7]

## Soundtrack
Der Soundtrack trägt wesentlich zu der Wirkung des Films bei. Er entstand, indem sich Neil Young im Studio den geschnittenen Film ansah und dazu improvisierte. Er verwendete hauptsächlich eine elektrische und eine akustische Gitarre sowie Piano und Orgel. Der Soundtrack besteht aus 13 Tracks, von denen einige Dialoge aus dem Film enthalten, inklusive Johnny Depp, wie er Gedichte von William Blake zitiert.
| Nr.          | Titel                                   | Länge   |
| ------------ | --------------------------------------- | ------- |
| 1.           | Guitar Solo, No. 1                      | 5:18    |
| 2.           | The Round Stones Beneath the Earth      | 3:32    |
| 3.           | Guitar Solo, No. 2                      | 2:03    |
| 4.           | Why Does Thou Hide Thyself in Clouds    | 2:25    |
| 5.           | Organ Solo                              | 1:33    |
| 6.           | Do You Know How to Use This Weapon?     | 4:25    |
| 7.           | Guitar Solo, No. 3                      | 4:31    |
| 8.           | Nobody's Story                          | 6:36    |
| 9.           | Guitar Solo, No. 4                      | 4:22    |
| 10.          | Stupid White Men...                     | 8:46    |
| 11.          | Guitar Solo, No. 5                      | 14:41   |
| 12.          | Time for You to Leave, William Blake... | 0:51    |
| 13.          | Guitar Solo, No. 6                      | 3:22    |
| Gesamtlänge: | Gesamtlänge:                            | 1:02:25 |